# Brizoides minutissima
Brizoides minutissima är en insektsart som beskrevs av Ludwig Redtenbacher 1906. Brizoides minutissima ingår i släktet Brizoides och familjen Pseudophasmatidae. Inga underarter finns listade.